# Kanadski dolar
Kanadski dolar je uradna denarna enota Kanade (oznaka CAD) od leta 1858. Deli se na 100 centov. 
4. septembra 2009 je bil 1 CAD vreden približno 1,5581 €.